# Nấm lưỡi
Bệnh nấm lưỡi hay nấm lưỡi hay còn gọi là bệnh tưa lưỡi/tưa lưỡi hay còn gọi là đẹn là một loại bệnh xảy ra ở lưỡi và thường gặp phải đối với trẻ sơ sinh và trẻ nhỏ (thường dưới 1 năm tuổi) nhưng cũng có thể xuất hiện ở trẻ lên 10 tuổi, thậm chí 15 tuổi. Nấm lưỡi là một trong những nguyên nhân chính gây chứng biếng ăn ở trẻ, nhưng lại ít được chú ý, bệnh chữa lâu khỏi và dễ tái phát này lại rất phổ biến.

## Nguyên nhân và triệu chứng
Bệnh nấm lưỡi do một loại nấm men có tên gọi là Candida albicans thường có trong khoang miệng của trẻ gây ra đây là loại nấm cơ hội, luôn hiện diện trong cơ thể mỗi người và phát triển mạnh khi vệ sinh không tốt hoặc sức đề kháng kém, nấm cũng có thể lây nhiễm từ mẹ trong khi sinh hoặc nhiễm thứ phát sau sinh
Đặc điểm chung là lưỡi của trẻ thường xuyên bị nổi những mảng trắng trên bề mặt và có một số đường nứt nhỏ, hoặc có thể mọc ở lưỡi, niêm mạc miệng, mép. Khi trẻ vệ sinh răng miệng không tốt, loại nấm này sinh sôi nhanh chóng và gây bệnh, bắt đầu là những chấm trắng nhỏ xuất hiện ở phía trên đầu lưỡi, sau đó lan rộng thành mảng trắng trên mặt lưỡi, những đám màu trắng ngà mọc trên mặt lưỡi sau chuyển màu vàng nâu trên lưỡi hoặc cả vùng niêm mạc họng, thậm chí xuống vùng thanh môn và thanh quản, hiếm hơn có thể xuống sâu trong phổi gây nguy hiểm cho đường hô hấp hoặc qua đường tiêu hóa xuống dạ dày gây tiêu chảy... Nếu tự cạo hoặc bóc ra thì rất đau có thể khiến trẻ bỏ ăn.

## Phòng trị
Việc đề phòng bệnh nấm lưỡi ở trẻ em bằng cách cho trẻ ăn xong phải vệ sinh khoang miệng và lưỡi của trẻ đúng cách. Dùng nước lọc để cho trẻ uống cho sạch khoang miệng và lưỡi ngay sau khi ăn hoặc có thể dùng dung dịch nước muối sinh lý 0,9% để súc miệng cho trẻ Nên vệ sinh lau lưỡi cho trẻ hàng ngày bằng nước muối sinh lý: Dùng gạc sạch thấm nước muối sinh lý lau lưỡi cho trẻ ngày 2 lần sáng và trước khi đi ngủ.
Sau khi vệ sinh lưỡi miệng sạch sẽ, dùng 1 gói Nystatine 1g loại dùng cho trẻ nhỏ pha với 2 thìa cà phê nước đun sôi để nguội rồi dùng gạc sạch quấn quanh ngón tay trỏ lau lưỡi và lớp lót trong miệng cho bé ngày 1 lần, sau khi lau khoảng 20 - 25 phút mới cho bé ăn. Trường hợp dùng mật ong để rơ lưỡi cho trẻ (mật ong sát trùng rất tốt) nhưng khi làm xong phải cho trẻ uống nước lọc tráng miệng để khỏi lưu lại chất đường trong miệng.